# Chinook (Montana)
Chinook város az USA Montana államában, Blaine megyében, melynek megyeszékhelye is. Lakosainak száma 1185 fő (2020. április 1.).

## Népesség
A település népességének változása:

| 2010 | 1 203 |
| 2020 | 1 185 |